# اردلان منصوریان
اردلان منصوریان (۱۹ خرداد ۱۳۶۶) زندانی سیاسی اهل ایران، تهران است. او در جریان خیزش انقلابی زن، زندگی، آزادی در ۱۴ آبان ۱۴۰۱ به همراه همسر خود در منزل مسکونی خود واقع در شهرک اکباتان دستگیر و روانه زندان شدند و پس از ۷۰ روز حبس، در ۲۱ دی همان سال با وثیقه دو میلیارد تومانی آزاد شدند.